# Вища школа торгівлі та послуг у Познані

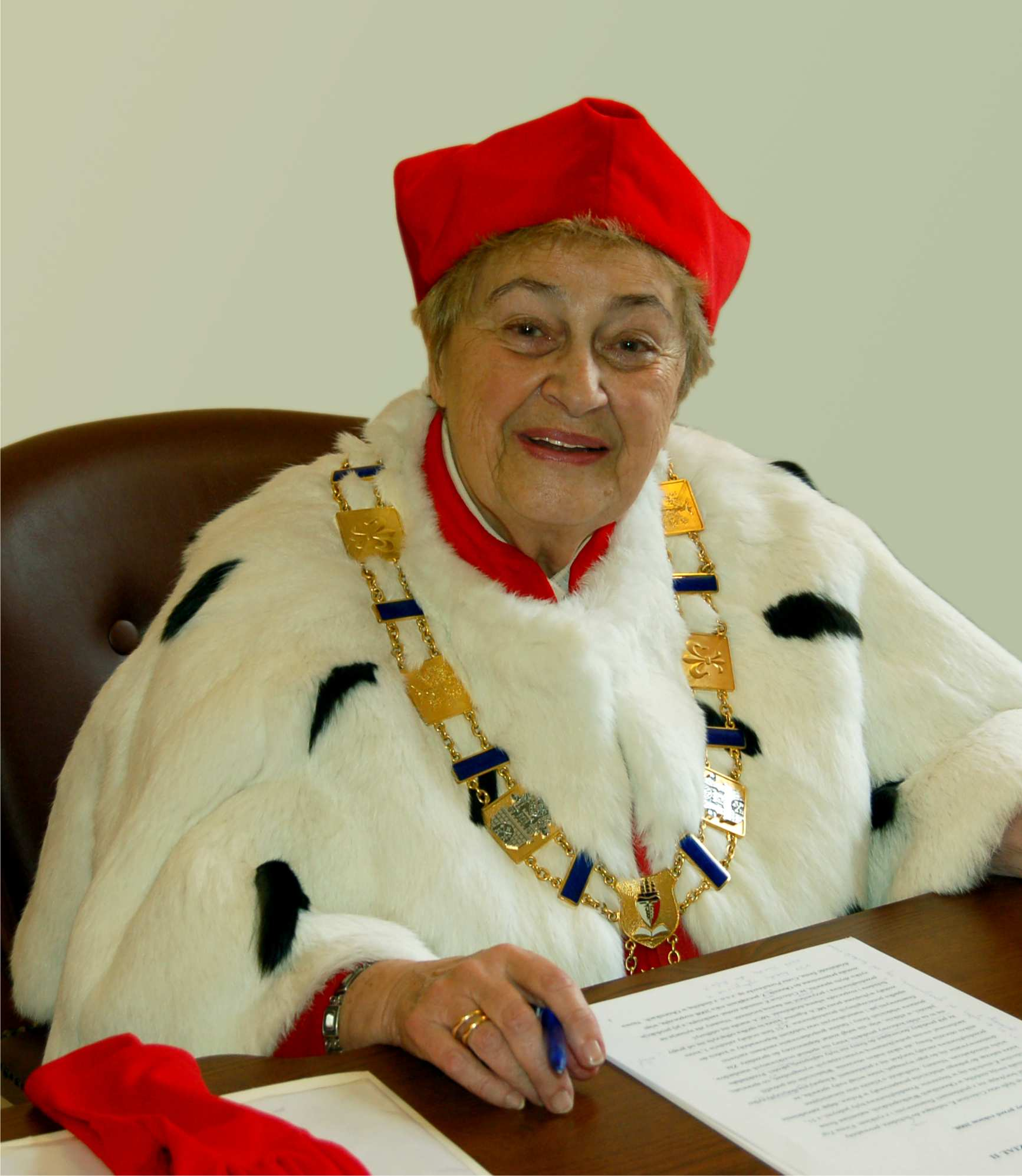
Ректор WSHiU, професор, доктор наук Каміла Вільчинська

Вища школа торгівлі та послуг у Познані (пол. Wyższa Szkoła Handlu i Usług w Poznaniu), WSHiU – приватний, вищий навчальний заклад, який був заснований у 1997 році. Вища школа торгівлі та послуг є незалежною економічною самостійною структурою, що дає не тільки конкретні знання та навички, але сприяє розвитку у студентів професійних торгових ідей.
Історія створення приватного закладу сягає 1904 року, коли існував, так званий, Альянс торгівлі і послуг у Познані. Міжвоєнний період сприяв створенню 1926 року Вищої школи торгівлі. Потім її перейменували у Вищу школу економіки, а згодом в Академію економіки у Познані, що сприяло розвитку міжнародної торгівлі у той час.

## Діяльність
Відповідно до статуту WSHIU основним завданням є підготовка висококваліфікованих кадрів за спеціальностями, пов'язаними з областю торгівлі та послуг. Викладацький колектив складається з найкращих лекторів і відомих практиків економічного життя.
У 2015 році у зв'язку з великою кількістю студентів навчальний заклад розширив свою територію майже втричі.

## Ректори
- 1997-1998: професор, доктор наук Kazimierz Rogoziński
- 1998-1999: професор, доктор наук Krzysztof Piasecki
- 1999-2001: доктор Barbara Dudzińska
- 2001-2004: доктор Jerzy Matynia
- 2004-2008: професор, доктор наук Stefan Bosiacki
- з 2008: професор, доктор наук Kamila Wilczyńska

## Факультети та спеціальності
- Управління (ступінь бакалавра):
  - торгівля та послуги
  - управління логістикою
  - управління підприємствами
  - управління фінансами
  - управління безпекою та гігієною праці
  - інтернет маркетинг

- Туризм і рекреація (дозвілля) (ступінь бакалавра):
  - управління туризмом
  - анімація вільного часу
  - готельний бізнес
  - міжнародний туризм
  - харчування у сфері туризму та рекреації

- Національна безпека (ступінь бакалавра і магістра):
  - громадська безпека
  - антикризове управління
  - управління кризовими ситуаціями
  - захист секретної інформації
  - управління системами безпеки
  - антикризове управління адміністрацією
  - управління безпекою та гігієною праці
  - безпека для здоров'я
  - громадська безпека — поліцейська спеціальність